# Slow Hands
«Slow Hands» — песня американской пост-панк группы Interpol, выпущенная в качестве ведущего сингла к её второму альбому Antics 13 сентября 2004 года.
В 2005 году вышло переиздание сингла с вариантом обложки в красном цвете. После своего выхода песня «Slow Hands» достигла 15-й позиции в хит-параде Alternative Songs журнала Billboard, и 36-й в британском хит-параде UK Singles Chart (позже там появилось и переиздание сингла, но оно заняло 44-е место).
Режиссёром Дэниэлом Леви (англ. Daniel Levi) был снят музыкальный клип на песню «Slow Hands», с участием самих музыкантов группы Interpol.

## Списки композиций

### Оригинальное издание 2004
Компакт-диск (OLE 636-2)
1. «Slow Hands» — 3:05
2. «Slow Hands» (Dan the Automator remix) — 4:04
3. «Slow Hands» (Britt Daniel remix) — 3:44

7-дюймовая грампластинка (OLE 636-7)
1. «Slow Hands» — 3:05
2. «Slow Hands» (Britt Daniel remix) — 3:44

### Переиздание 2005
Компакт-диск (OLE 669-2)
1. «Slow Hands» — 3:03
2. «C’mere» (Eden Session) — 3:09

7-дюймовая грампластинка (OLE 670-7)
1. «Slow Hands» — 3:05
2. «Slow Hands» (Eden Session) — 3:09

7-дюймовая грампластинка (ограниченное издание) (OLE 669-7)
1. «Slow Hands» — 3:05
2. «Next Exit» (Eden Session) — 3:09

## В массовой культуре
- Песня Slow Hands появилась в 4-м эпизоде «Tippecanoe and Taylor, Too» пятого сезона телесериала «Девочки Гилмор», во 2-м эпизоде «My Maserati Does 185» второго сезона сериала «Красавцы» и в 10-м эпизоде «An Echolls Family Christmas» первого сезона сериала «Вероника Марс».
- В 2008 году песня была использована для рекламного ролика духо́в «Diamonds for Men» от Armani, с Джошом Хартнеттом в главной роли[11].
- «Slow Hands» была включена в компьютерную игру True Crime: New York City (2005), а также в музыкальные компьютерные игры Guitar Hero: Warriors of Rock (2010) и Rocksmith (2011).